# بونش
بونش رمزها «PO» (بالإنجليزية: Poonch)‏ ، هو تقسيم إداري لدولة الهند تتبع ولاية جامو وكشمير (بالإنجليزية: Jammu  and  Kashmir)‏ ، مركزها هو مدينة بونش (بالإنجليزية: Poonch)‏ عدد سكانها حسب تعداد سنة 2001 هو 372,613 ، مساحتها 476,820 كم² وكثافة السكان 1,674 لكل كم²

## أعلام
- سردار محمد إبراهيم خان